# 裴知古
裴知古（?—?），唐朝官员，雍州人，出自河东裴氏，高祖父正平郡太守、澄城縣子裴邃，曾祖父北周青州刺史裴文舉，祖父大都督裴冑，父亲安邑通守裴神。
裴知古善于音律。武周长安年间为太乐丞。神龙元年（705年）正月，春享西京太庙，裴知古预其事。乐作，裴知古对万年令元行冲说：“金石谐和，当有吉庆之事，应验在唐室子孙吗？”当月，唐中宗即位，恢复国号为唐。有人乘马，裴知古听到马嘶，说：“马鸣哀，主必坠死。”见新婚之人，听到环佩之声，知其夫妻最终必离。都应验。后在太乐令（一作太常令）任上去世。